# Musica tradizionale ucraina

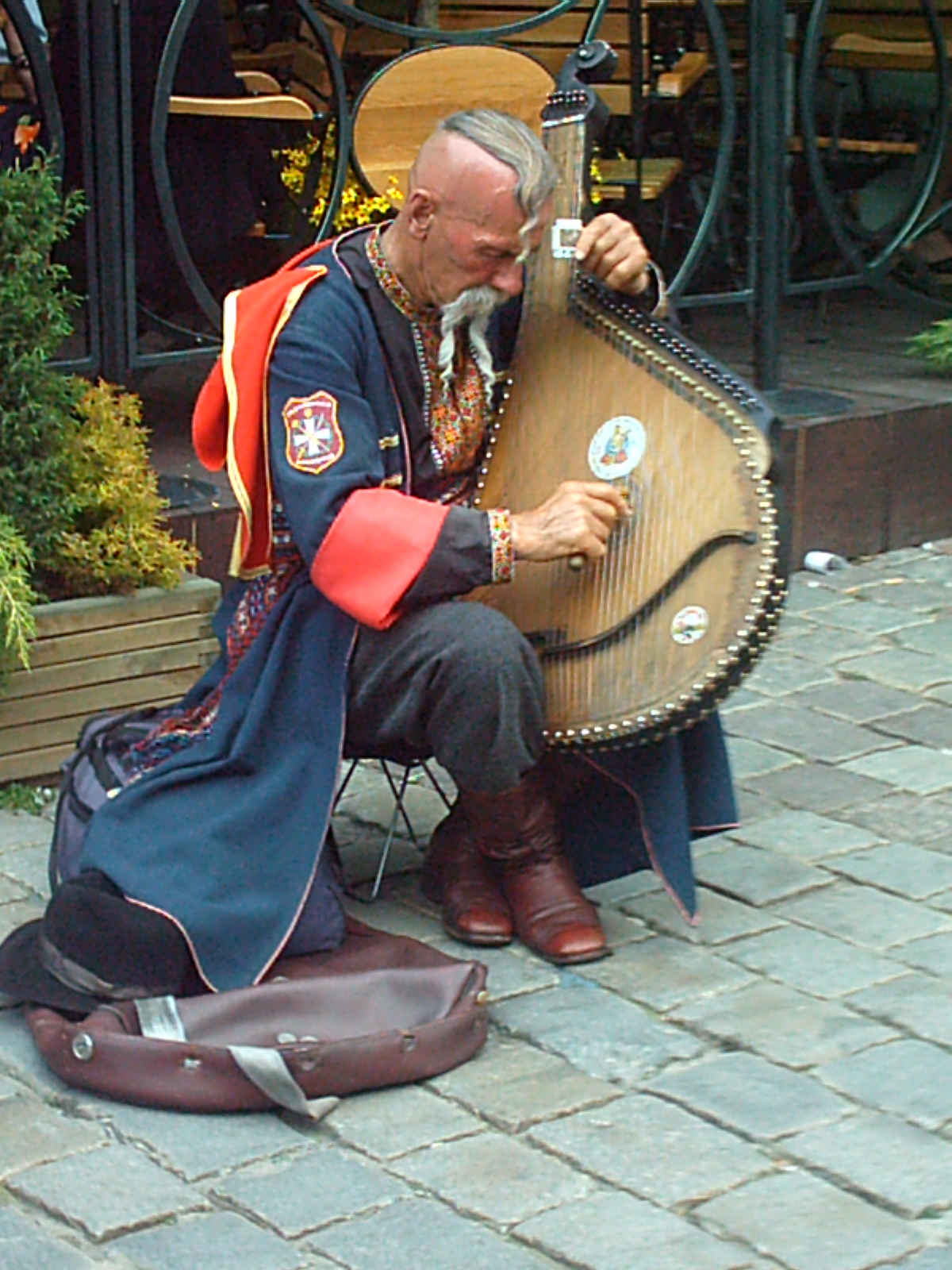
Suonatore di bandura

La Musica tradizionale ucraina (in ucraino Українська музика?, Ukraïns'ka muzyka) è il genere di musica tradizionale del popolo ucraino. Si ispira ai bylyny, poemi epici narrativi e alle duma, ballate liriche che celebravano la gloria dei cosacchi e veniva suonata in passato dai kobzar, menestrelli accompagnati dal suono del kozba, uno strumento a corde, sostituito poi, dal XVIII secolo dalla bandura, uno strumento musicale che poteva avere fino a 45 corde. Esso divenne il simbolo della musica tradizionale ucraina.
Gli Ucraini hanno il primato per il maggior numero di canzoni popolari al mondo. In totale, ci sono circa 200.000 canzoni popolari ucraine. Nessuna nazione nella storia ha composto tante canzoni popolari frutto delle tradizioni quante il popolo ucraino.
L'UNESCO ha una straordinaria biblioteca di canzoni popolari provenienti da tutto il mondo. Ci sono 15.500 canzoni provenienti dal fondo dell'Ucraina. Al secondo posto c'è l'Italia con 6.000 canzoni popolari.

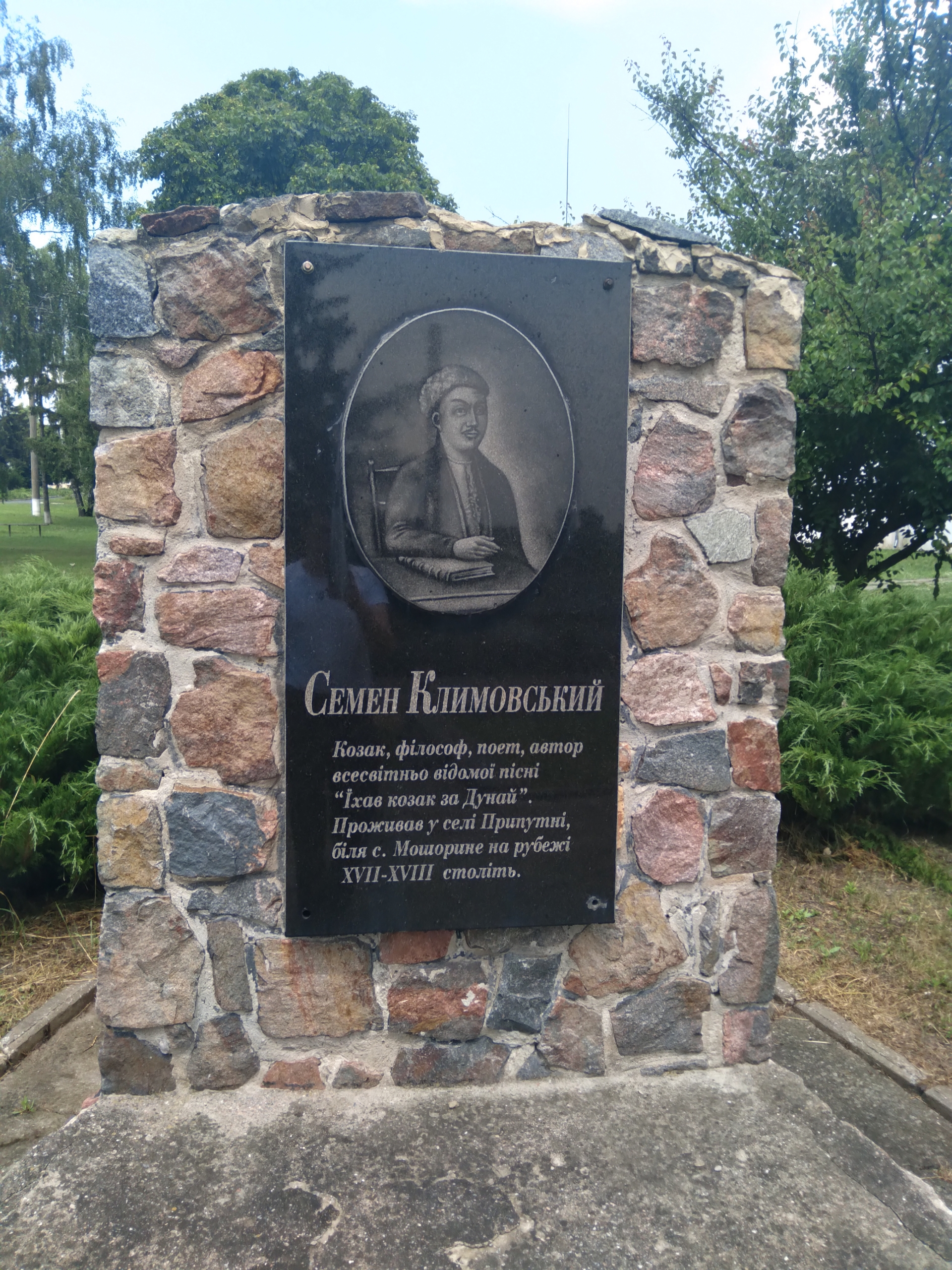
monumento all'autore della canzone "Il cosacco cavalcava per il Danubio", Semen Klymovsky, nel villaggio di Mošoryne, dove morì

Le canzoni popolari ucraine più famose furono create durante il periodo dello Etmanato cosacco e dello Sič di Zaporižžja: "Hej Sokoły" "Sulla montagna i mietitori mietono", "Non esiste una traduzione per la razza cosacca", "Il cosacco cavalcava per il Danubio" e altro.
Tipica danza tradizionale ucraina è rappresentata dall'hopak.